# Dymitraszkówka
Dymitraszkówka (ukr. Дмитрашківка) – wieś nad Kamionką w rejonie piszczańskim, obwodu winnickiego Ukrainy.

## Pałac
- dwukondygnacyjny pałac wybudowany na przełomie XVIII w. i XIX w. w stylu klasycystycznym przez Modzelewskich. Obiekt nakryty był dachem czterospadowym[1].